# Eurysella tridentata
Eurysella tridentata är en insektsart som först beskrevs av Logvinenko 1970.  Eurysella tridentata ingår i släktet Eurysella och familjen sporrstritar. Inga underarter finns listade i Catalogue of Life.